# Slavin Cindrić
Slavin Cindrić (ur. 10 sierpnia 1901 w Temeszwarze, zm. 28 kwietnia 1942 w Zagrzebiu) – chorwacki piłkarz występujący na pozycji środkowego lub lewego napastnika.
Cindrić był pierwszym w historii reprezentantem Jugosławii, który zdobył hat-tricka w oficjalnym meczu międzypaństwowym, który zdobył trzy gole dla Jugosławii. Zdarzyło się to 30 maja 1926 w Zagrzebiu w meczu przeciwko Bułgarii, kiedy to Jugosławia pokonała Bułgarię 3:1, dzięki golom Cindricia. Mecz miał niesamowity przebieg, a i sam udział w nim Cindricia był dziełem przypadku. Dzięki kontuzjom podstawowych graczy selekcjoner reprezentacji, dr. Ante Pandaković, zmuszony był obok słynnego Stevana „Čičo” Luburicia wystąpić właśnie Cindrić. Do 82 minuty Jugosławia przegrywała 0:1 po golu Weselina Stajkowa w 37 minucie. W końcówce jednak Cindrić został wielkim bohaterem Jugosłowian – zdobywając gole w 82, 86 i 89 minucie.
Cindrić zasłynął jako bardzo dobry, skuteczny i efektowny napastnik. W swojej karierze występował w trzech największych klubach pochodzących ze stolicy Chorwacji: HŠK Concordia Zagrzeb, HŠK Građanski Zagrzeb i HAŠK Zagrzeb. Swoją oficjalną piłkarską karierę zakończył w roku 1930, w wieku 29 lat.
- HŠK Concordia Zagrzeb, 1916 - 1922
- HŠK Građanski Zagrzeb, 1922 - 1926
- HAŠK Zagrzeb, 1926 - 1930

Cindrić wystąpił w 13 meczach reprezentacji miasta Zagrzebia (1920 - 1928), wystąpił w reprezentacji Jugosławii 5 razy, zdobywając 3 gole. W reprezentacji zadebiutował 28 sierpnia na Igrzyskach Olimpijskich 1920 w Antwerpii w meczu przeciwko Czechosłowacji przegranym przez Jugosławię 0:7, co jest najwyższą porażką w historii jugosłowiańskiej piłki. Był to także zarazem pierwszy mecz w historii jugosłowiańskiej piłki, a Cindrić był jednym z 5 Chorwatów, którzy uczestniczyli w tym meczu oprócz Dragutina Vrdjuki, Rudolf Rupca, Artura Dubravčicia i Emila Perški. Ostatni raz w reprezentacji wystąpił 29 maja 1928 w meczu przeciwko Portugalii na Igrzyskach Olimpijskich 1928 w Amsterdamie, przegranym przez Jugosławię 1:2. Cindrić był jednym z niewielu graczy, którzy reprezentowali Jugosławię na dwóch olimpiadach.
- 1. 28 sierpnia 1920, Antwerpia, Jugosławia - Czechosłowacja 0:7
- 2. 30 maja 1926, Zagrzeb, Jugosławia - Bułgaria 3:1
- 3. 13 czerwca 1926, Paryż, Francja - Jugosławia 4:1
- 4. 8 kwietnia 1928, Zagrzeb, Jugosławia - Turcja 2:1
- 5. 29 maja 1928, Amsterdam, Jugosławia - Portugalia 1:2

Cindrić zmarł w Zagrzebiu na zapalenie płuc.